# Ctenochromis benthicola

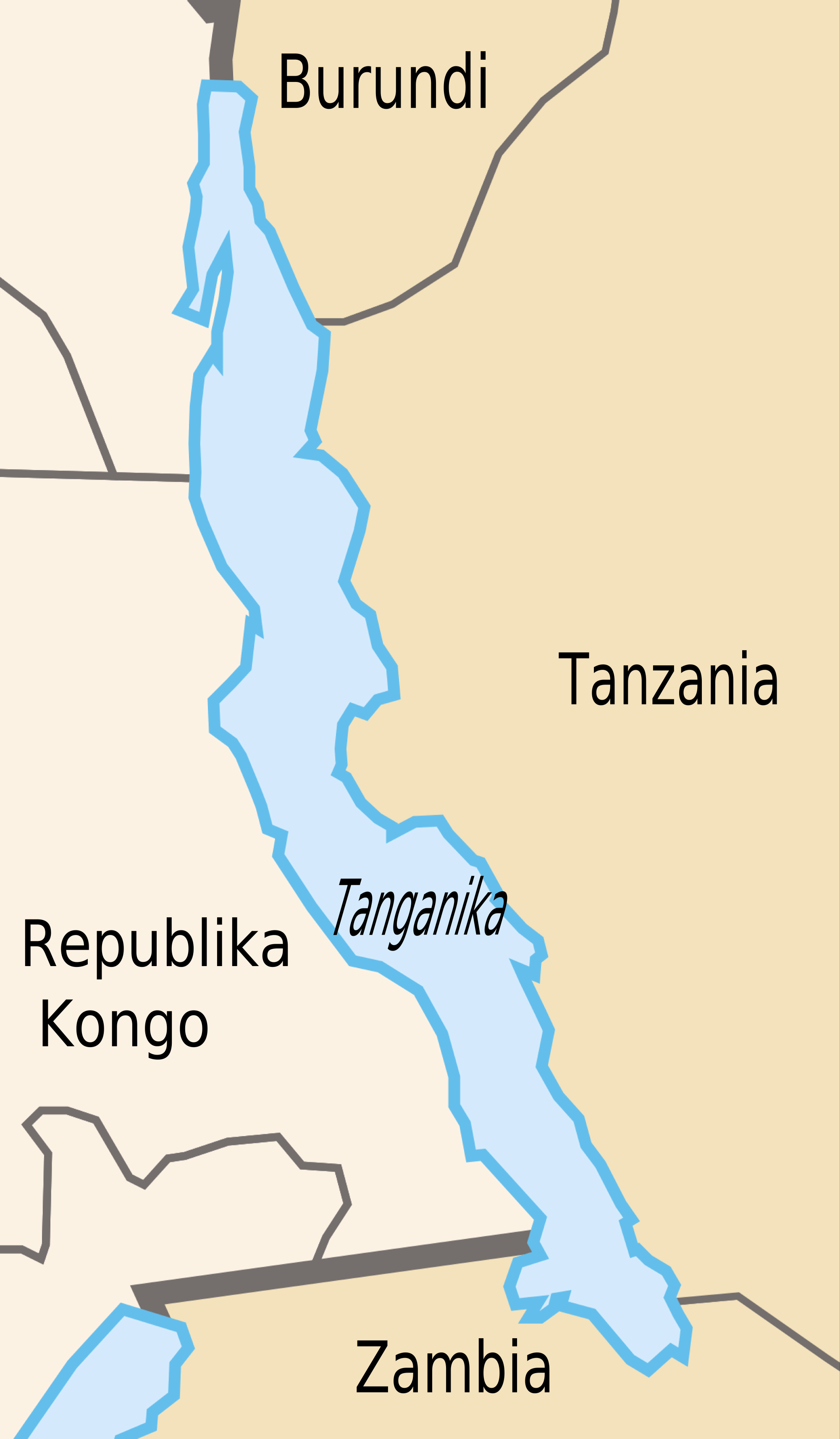
Lago Tanganica en África

Ctenochromis benthicola es una especie de peces de la familia Cichlidae en el orden de los Perciformes.

## Morfología
Los machos pueden llegar alcanzar los 21,5 cm de longitud total.

## Hábitat
Vive en zonas de clima tropical entre 23 °C-27 °C de temperatura.

## Distribución geográfica
Se encuentran en África: norte del lago Tanganika.